# Hearthstone
Hearthstone: Heroes of Warcraft is een digitaal verzamelkaartspel gebaseerd op de World of Warcraft TCG-set van de Warcraft Universe. Het werd aangekondigd op 22 maart 2013 tijdens PAX East 2013 door Rob Pardo. De spelers kunnen kiezen tussen 10 verschillende Warcraft-helden, een eigen kaartendeck verzamelen, en deze gebruiken om hun tegenstander te verslaan door middel van speciale wapens en krachten. Elke held heeft kaarten die niet verkrijgbaar zijn voor andere helden, hierdoor heeft elke held zijn eigen speelstijl.
De bètatest begon in de Verenigde Staten op 16 augustus 2013 en op 4 september 2013 konden ook de Europeanen het spel testen. Het spel werd uitgebracht op 11 maart 2014 voor Windows en macOS. Sinds 2 april 2014 is het spel beschikbaar voor iPad.

## Achtergrond
Hearthstone: Heroes of Warcraft is een kaartspel. Er zijn 2496 verschillende kaarten waaruit spelers kunnen kiezen om een collectie te maken. Elke speler kiest tussen 9 helden, waarna men begint met het maken van een eigen collectie. Na het kiezen van een beperkt aantal gratis kaarten kunnen meer kaarten worden gekocht met echt geld, speelgeld of worden verkregen door te winnen. Er is geen manier om kaarten te ruilen met andere spelers.
Sinds de veertiende uitbreiding van Hearthstone, genaamd 'Ashes of Outland', is er een tiende held beschikbaar genaamd de Demon Hunter.